# Belinda Hocking
Pour les articles homonymes, voir Hocking (homonymie).
Belinda Hocking, née le 14 septembre 1990 à Wangaratta, est une nageuse australienne en activité spécialiste des épreuves de dos.
En 2011, lors des championnats du monde organisés à Shanghai, elle établit un nouveau record d'Océanie en prenant la deuxième place lors de la finale du 200 m dos. Bouclant les quatre longueurs de bassin en 2 min 6 s 06, elle cède un peu moins d'une seconde à la vainqueur, l'Américaine Missy Franklin. Plus tard, elle remporte la médaille de bronze avec ses coéquipières du relais 4 × 100 m quatre nages Leisel Jones, Alicia Coutts et Merindah Dingjan.

## Palmarès

### Jeux olympiques
| Épreuve   | Édition          | Édition |
| Épreuve   | Pékin 2008       |         |
| 200 m dos | 8e 2 min 10 s 12 |         |

### Championnats du monde
| Épreuve                | Édition                      | Édition                      | Édition | Édition |
| Épreuve                | Shanghai 2011                | Barcelone 2013               |         |         |
| 50 m dos               | 20e temps des séries 28 s 92 | 21e temps des séries 28 s 80 |         |         |
| 100 m dos              | 6e 59 s 53                   | 8e 1 min 0 s 29              |         |         |
| 200 m dos              | Argent 2 min 6 s 06 (ROc)    | Argent 2 min 6 s 66          |         |         |
| 4 × 100 m quatre nages | Bronze 3 min 57 s 13         |                              |         |         |

| Épreuve                | Édition                     | Édition | Édition | Édition |
| Épreuve                | Manchester 2008             |         |         |         |
| 50 m dos               | 6e 26 s 94                  |         |         |         |
| 100 m dos              | 5e 57 s 87                  |         |         |         |
| 4 × 100 m quatre nages | Argent Participe aux séries |         |         |         |

### Jeux du Commonwealth et Championnats pan-pacifiques
| Épreuve   | Jeux du Commonwealth | Championnats pan-pacifiques    |
| Épreuve   | Delhi 2010           | Irvine 2010                    |
| 50 m dos  | —                    | 9e temps des séries 28 s 73    |
| 100 m dos | 4e 1 min 0 s 81      | 2e de la finale B 1 min 0 s 65 |
| 200 m dos | 4e 2 min 9 s 01      | Bronze 2 min 8 s 60            |

## Records personnels
| Épreuve   | Temps              | Compétition              | Lieu              | Date            |
| 50 m dos  | 28 s 30            | Championnats d'Australie | Sydney, Australie | 29 mars 2009    |
| 100 m dos | 59 s 53            | Championnats du monde    | Shanghai, Chine   | 26 juillet 2011 |
| 200 m dos | 2 min 6 s 06 (ROc) | Championnats du monde    | Shanghai, Chine   | 30 juillet 2011 |

| Épreuve   | Temps              | Compétition           | Lieu                    | Date             |
| 50 m dos  | 26 s 94            | Championnats du monde | Manchester, Royaume-Uni | 13 avril 2008    |
| 100 m dos | 57 s 87            | Championnats du monde | Manchester, Royaume-Uni | 10 avril 2008    |
| 200 m dos | 2 min 2 s 61 (ROc) | Coupe du monde        | Berlin, Allemagne       | 14 novembre 2009 |